# Salmtal

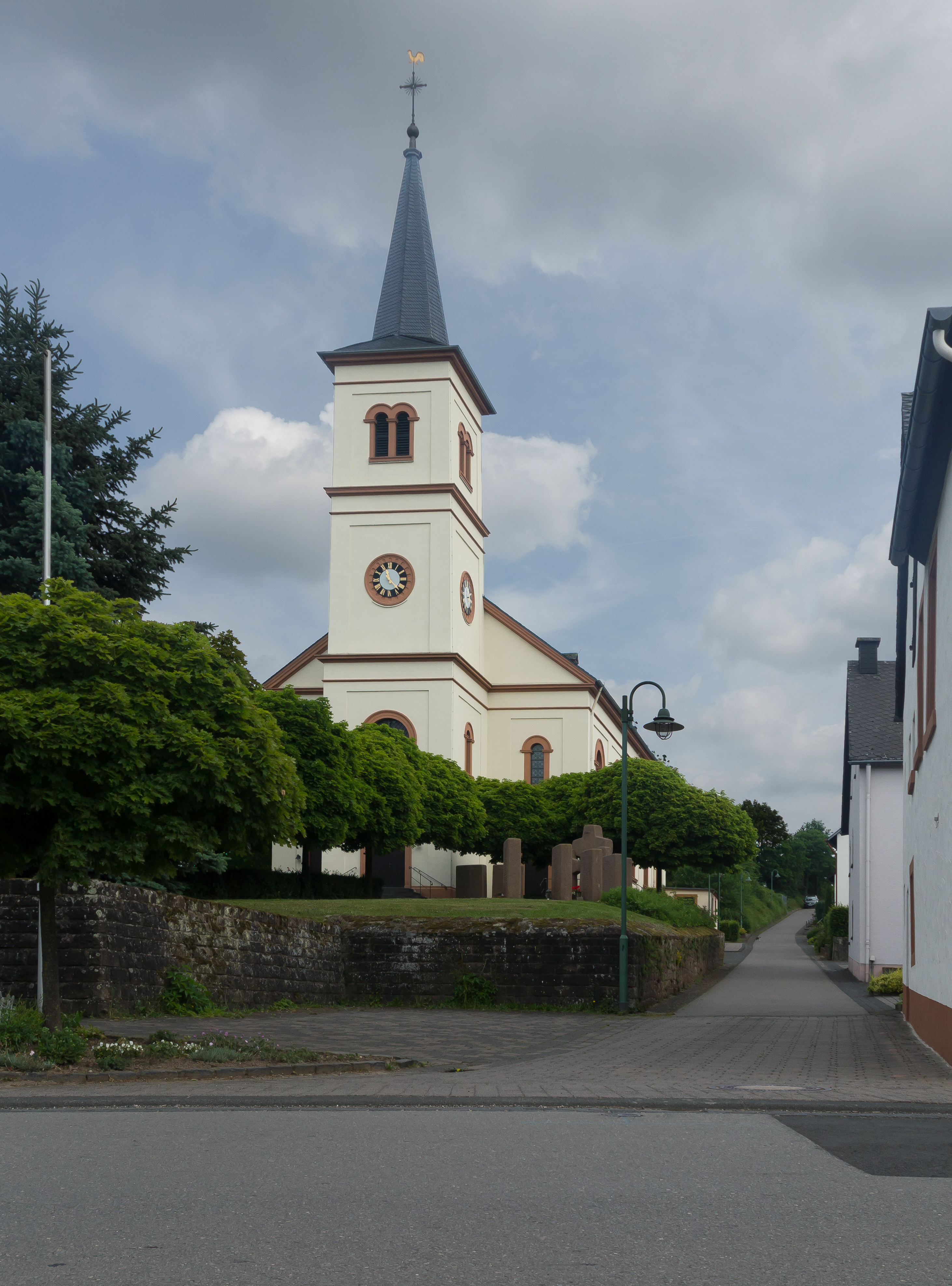
Salmtal, katholieke kerk (Pfarrkirche Sankt Martin)

Salmtal is een plaats in de Duitse deelstaat Rijnland-Palts, en maakt deel uit van de Landkreis Bernkastel-Wittlich.
Salmtal telt 2.444 inwoners.

## Bestuur
De plaats is een Ortsgemeinde en maakt deel uit van de Verbandsgemeinde Wittlich-Land.